# Sakae (Chiba)
Sakae (jap. 栄町 Sakae-machi) – miasto w Japonii, na wyspie Honsiu, w prefekturze Chiba. Według danych na rok 2020 miejscowość zamieszkiwało 20 127 mieszkańców , a gęstość zaludnienia wyniosła 619,1 os./km².